# Сагино (река)
Сагино (енгл. Saginaw River) је река која протиче кроз САД. Дуга је 35 km. Протиче кроз америчку савезну државу Мичиген. Улива се у залив Сагино.